# Chavée (géographie)
Pour les articles homonymes, voir Chavée.
En géomorphologie, une chavée est une dépression, ligne de points bas d'un relief.
Ce terme est appliqué à la région naturelle belge du Condroz à l'opposé d'un tige qui est une crête.
Les tiges et les chavées (condrusiens) sont presque toujours orientés du sud-ouest vers le nord-est, en parallèle avec la vallée de la Meuse entre Namur et Liège. Cette portion de la Meuse marque la limite nord du Condroz.
La graphie Xhavée se rencontre dans la région de Liège.